# Championnat de Lituanie féminin de football
Le championnat de Lituanie féminin de football ou Moterų A lyga est une compétition de football féminin opposant les sept meilleurs clubs de Lituanie, créée en 1994. Le FC Gintra domine ce championnat, ayant remporté vingt-et-un titres consécutifs depuis 2003.

## Palmarès
| - 1994 – Olimpija-Centras Kaunas - 1994-1995 – Politechnika Kaunas - 1995-1996 – FM Vilnius - 1996-1997 – Gabija-Politechnika Kaunas - 1997-1998 – Kristina Vilnius - 1998-1999 – Politechnika-Sika Kaunas - 1999 – Gintra Šiauliai - 2000 – Gintra Šiauliai - 2001 – Šventupė Ukmergė - 2002 – TexTilitė Ukmergė - 2003 – Gintra Universitetas - 2004 – TexTilitė Ukmergė - 2005 – Gintra Universitetas - 2006 – Gintra Universitetas - 2007 – Gintra Universitetas - 2008 – Gintra Universitetas - 2009 – Gintra Universitetas |  | - 2010 - Gintra Universitetas - 2011 - Gintra Universitetas - 2012 - Gintra Universitetas - 2013 – Gintra Universitetas - 2014 – Gintra Universitetas - 2015 – Gintra Universitetas - 2016 – Gintra Universitetas - 2017 – Gintra Universitetas - 2018 – Gintra Universitetas - 2019 – Gintra Universitetas - 2020 – Gintra Universitetas - 2021 – FC Gintra - 2022 – FC Gintra - 2023 – FC Gintra - 2024 – FC Gintra |